# Тринкье, Анжелика
Анжелика Тринкье (фр. Angélique Trinquier; род. 16 июля 1991 года) — пловчиха из Монако, участница Олимпийских игр 2012 года.
На Церемонии открытия летних Олимпийских игр 2012 была знаменосцем команды Монако.

## Карьера
В 2010 году участвовала в Летних юношеских Олимпийских играх в соревнованиях среди девушек вольным стилем на 100 метров, где в общем рейтинге заняла 47 место.
На Олимпиаде в 2012 году приняла участие в соревнованиях на спине стилем среди женщин на 100 метров. Заняв последнее 45 место на предварительном этапе, не смогла пройти в полуфинал.